# Isatou Njie-Saidy
Isatou Njie-Saidy (ur. 5 marca 1952 w Kuntaya) – gambijska działaczka społeczna i polityk, od 20 marca 1997 do 18 stycznia 2017 pełniła funkcje wiceprezydenta oraz ministra ds. kobiet.